# سلطنت مکران
سلطنت مکران مجموعه‌ای از سلسله های حاکم بلوچ تبار از قرون وسطی تا سال ۱۹۵۵ میلادی بودند که پس از قیام بر علیه حکومت اعراب شکل گرفته و بر مکران(بلوچستان) و پس از سال ۱۶۶۶ میلادی بر جنوب بلوچستان(با عنوان مکران) حکمرانی کردند.
پس از قرون وسطی تحرکات بر سر حاکمیت در بلوچستان افزایش یافت. در وقایع قرن ۱۶ منتهی به تأسیس خانات کلات، ملوک مکران هنوز هم به مرکزیت کیچ(تربت)، مکران را تحت کنترل داشتند تا اینکه در حدود سال ۱۶۲۰ میلادی، پایتخت کیچ به تصرف قبیله بُلیدیی‌ درآمد و حکمرانی دودمان مَلِک مکران یا ملوک مکران پس از ۴۰۰ سال بر پایتخت کیچ و منطقه مکران پایان یافت. تداوم اقتدار خانات کلات در زمان به قدرت رسیدن میر احمد خان بلوچ در سال ۱۶۶۶ افزایش یافت. سلسله بلیدیی تا سال ۱۷۴۰ بر کل مکران(محدوده جنوب بلوچستان) تا جاسک تسلط داشته اند. در سال ۱۷۴۰ گیچکی ها بر سلسله بلیدیی غلبه کرده و به مرکزیت کیچ و پنجگور بر مکران آغاز آخرین سلسله مکران سلسله گیچکی را رقم زدند که تا ۱۹۵۵ میلادی دوام آورد. در اکتبر ۱۹۵۵ انحلال ایالت شاهزاده نشین‌مکران اعلام شد و به پاکستان غربی الحاق شد.

## سلسله معدانی
یکی از رهبران مردم بلوچ در مکران فردی بنام معدان بود. وی از لقب سهمی برای خود استفاده می‌کرد که بنوعی این عنوان توسط تنی چند از دیگر اعیان و اشراف ایرانی در سده‌های نخستین اسلامی استفاده می‌شده و شاید این عنوان را بتوان با عنوان «رازی» در یک سطح دانست. چراکه هر دوی این عناوین، تنها توسط ایرانیان اصیلی که به خاندان‌های پیش از اسلام در ایران منسوب هستند استفاده می‌شده. با این وجود پس از آنکه معدان در سال ۳۴۰ ه‍.ق بر قلمرو مکران چیره شد از القاب سلطنتی همچون امیر، سلطان کیچ، خسرو مکران، پهلوان و … استفاده کرد. مهم‌ترین لقب سلطنتی که وی برای خویش برگزید عنوان «مِهْراج» می‌باشد. مطابق با بررسی‌های زبان شناسان ایران شرقی، این عنوان ریشه در زبان بلوچی و اشتراکات فرهنگی بلوچ‌ها با اقوام دیگری همچون راجپوت‌ها، سندیها و … دارد چرا که راجپوت‌ها و سندی‌ها از عنوان مشابهی یعنی «مهاراجه» استفاده می‌کنند. این عنوان در گویش و تلفظ بلوچی به این طریق است: «مِیْ/مِهْ + راجَ / راجءَ = مِهْراجَ / مِیْ راجءَ» به این ترتیب عنوان مذکور به معنی «شاه من» می‌باشد.
معدانی‌ها پس از امیر معدان یکم به توسعه و گسترش حکومت خویش پرداختند، سکه‌های دولت معدانی کمابیش در حدود پنجگور، خاران و سایر نقاط بلوچستان و مکران یافت شده‌اند که حکایت از رونق اقتصادی آن مرز و بوم در عصر معدانیان بلوچ دارد.

### فرمانروایان
1. امیر معدان یکم، ملقب به معدان سهمی و مهراج.
2. امیر عیسی یکم، ملقب به عیسی مغرور و مهران.
3. امیر ابوالعساگر حسین، ملقب به مهراج دوم
4. امیر معدان دوم، ملقب به مهراج سوم.
5. امیر عیسی دوم، ملقب به مکرانی، مهراج چهارم، مغرور.
6. امیرحسین، ملقب به مهراج پنجم.[۱۰]